# Karolinów (Żelechlinek)
Pour les articles homonymes, voir Karolinów.
Karolinów est une localité polonaise de la gmina de Żelechlinek, située dans le powiat de Tomaszów Mazowiecki en voïvodie de Łódź.